# Petter Thomassen
Petter Johan Thomassen (* 17. April 1941 in Salangen, Fylke Troms; † 8. Oktober 2003) war ein norwegischer Politiker der Høyre, der 20 Jahre lang Mitglied des Storting sowie zwischen 1985 und 1986 Industrieminister in der Regierung von Ministerpräsident Kåre Willoch war. Später bekleidete er von 1989 bis 1990 in der Regierung von Ministerpräsident Jan P. Syse das Amt des Wirtschaftsministers.

## Leben

### Berufliche Laufbahn sowie Kommunal- und Provinzpolitiker
Thomassen, Sohn des Landwirts Karl Thomassen und dessen Ehefrau Johanna Simonsen Grimstad, begann nach dem Schulbesuch 1960 ein Studium der Wirtschaftswissenschaften an der Handelshochschule Kopenhagen, das er 1963 abschloss. Nach dem Besuch von Kursen in Steuerrecht, Arbeits- und Führungskräftepsychologie von 1963 und 1964 war er zwischen 1964 und 1965 erst als Systemberater in Oslo tätig, ehe er zwischen 1965 und 1976 Disponent bei A/S Nordlandsdata in Bodø beschäftigt war. Während dieser Zeit absolvierte er von 1965 bis 1976 auch verschiedene Fortbildungskurse für EDV-Programmierung, Systemsteuerung und Planlegung sowie 1974 einen Kurs in Rechtswissenschaften an der Bezirkshochschule Nordland NDH (Nordland Distriktshøgskole) in Bodø.
Während dieser Zeit begann er auch seine politische Laufbahn in der Kommunalpolitik und war zwischen 1967 und 1969 Mitglied des Stadtrates von Bodø. Danach war er zwischen 1971 und 1979 Mitglied des Provinzparlaments (Fylkesting) von Nordland und während dieser Zeit von 1971 bis 1977 auch Vorsitzender der dortigen Høyre-Fraktion. Des Weiteren war er zwischen 1971 und 1975 Vorstandsvorsitzender der Zeitschrift Forum Nord und fungierte von 1976 bis 1978 auch als Vorstandsvorsitzender der Nordland Distriktshøgskole. 

### Storting-Mitglied und Minister in der Regierung Willoch
Nachdem er bei der Wahl vom 8. September 1969 zunächst bis zur Wahl am 10. September 1973 zum Vize-Mitglied gewählt wurde, wurde Thomassen bei der Wahl vom 12. September 1977 erstmals zum Mitglied des Storting gewählt und vertrat in diesem bis zur Wahl am 15. September 1997 20 Jahre lang die Interessen des Fylke Nordland.
Der EDV-Experte Thomassen war zwischen 1980 und 1985 auch Vorsitzender des Ausschusses der Høyre für Datenpolitik. Zudem war er zwischen 1980 und 1985 sowie erneut von 1986 bis 1988 Vorsitzender der Stiftung für Nordland-Forschung.
Während seiner Parlamentszugehörigkeit war er zwischen dem 1. Oktober 1981 und dem 30. Oktober 1985 Vize-Vorsitzender der Fraktion der konservativen Høyre im Storting und zugleich vom 1. Oktober 1981 bis zum 30. September 1985 Vize-Vorsitzender der Storting-Kommission für elektronische Datenverarbeitung. Darüber hinaus war er zwischen dem 3. Oktober 1983 und dem 30. September 1985 Vorsitzender des Finanzausschusses des Storting. Daneben war er von 1983 bis 1985 Vorsitzender des Aufsichtsrates von Computer Management Norge A/S.
Am 4. Oktober 1985 wurde Thomassen im Rahmen einer Kabinettsumbildung von Ministerpräsident Kåre Willoch als Industrieminister (Industrieminister) in dessen Regierung berufen und bekleidete dieses Ministeramt bis zum Ende von Willochs Amtszeit am 9. Mai 1986.

### Vize-Parteivorsitzender, Minister in der Regierung Syse und Wirtschaftsmanager
1988 wurde Thomassen als Nachfolger von Erlend Rian zweiter Vize-Vorsitzender der Høyre und bekleidete diese Funktion bis zu seiner Ablösung durch Svein Ludvigsen 1990. Gleichzeitig fungierte er in dieser Zeit auch als Vorstandsvorsitzender von Polarsirkelsenteret A/S.
Am 16. Oktober 1989 übernahm er das Amt des Wirtschaftsministers (Næringsminister) in der Minderheitsregierung von Ministerpräsident Jan P. Syse und behielt dieses Ministeramt bis zum Ende von Syses Amtszeit am 3. November 1990. Den Sturz der Regierung Syse durch ein Misstrauensvotum im Zusammenhang mit der Mitgliedschaft Norwegens im Europäischen Wirtschaftsraum beschrieb er in seinem 1991 erschienenen Buch En regjerings fall.
Während seiner letzten Legislaturperiode war Thomassen vom 21. Oktober 1993 bis zum 30. September 1997 Sprecher der Høyre-Fraktion im Storting-Ausschuss für Kontrolle und Verfassungsangelegenheiten.
Mitte der 1990er übernahm er zahlreiche Funktionen als Vorsitzender des Aufsichtsrates von Unternehmen und Gesellschaften wie zum Beispiel von Gunvald Johansen A/S (1993 bis 2000), Norsk Luftfartssenter A/S (1994 bis 1998), Polar Zoo AS (1994 bis 2001), Saltstraumen Opplevelsessenter AS (1995 bis 2000), Bodø Energi A/S (1996 bis 2003), Kobbelv Vertshus A/S (1997 bis 2003), Tørrfisknæringens Markedsutviklingsselskap AS (1998 bis 1999), Nordland Teater AS (1999 bis 2003), Sentrumsterminalen Bodø A/S (2000 bis 2003) sowie Store Norske Spitsbergen Kulkompani A/S (2003).

## Veröffentlichungen
- Varehandelen i distriktspolitisk perspektiv, Bodø 1975
- Privatliv og EDB. Hvordan kan vi beskytte oss?, Oslo 1977
- Fri tanke, men ikke fritt ord. Et debattinnlegg om en grunnleggende menneskerett, Oslo 1977
- Tale eller tie? Saken mot Morgenavisen og følgene for ytrings- og pressefriheten, Oslo 1978
- Industriell utfordring, Bodø 1979
- EDB-utviklingen. Hvem har kontrollen?, Oslo 1980
- Inn i datasamfunnet, Oslo 1980
- Bodø sparebank 1857-1982, Bodø 1982
- Havbruk. Mulighetenes næring, 1985
- Barneår i krig, 1986
- Hold kjeft, rekrutt!, Oslo 1987
- Håndbok for bedre ressursbruk i fylker og kommuner, Oslo 1988
- En regjerings fall, Oslo 1991